# チンカンコウサウルス
チンカンコウサウルス（学名 : Chingkankousaurus、「金剛口のトカゲ」の意味）は、チンカンコウサウルス・フラギリス（Chingkankousaurus fragilis）一種からなる獣脚類恐竜の属。タイプ種であるチンカンコウサウルス・フラギリスは、中国東部の山東省にある後期白亜紀の王氏層群から産出し、単一の骨片化石（標本番号 IVPP V836）のみが知られている。

## 概要
チンカンコウサウルスは、1958年に楊鍾健により単一の肩甲骨から命名され、基本的にアロサウルスに似ているがより小型であるとして記載された。この"肩甲骨"は実際には肋骨または腹肋の断片ではないかと考えられていたが、2013年の研究でその可能性は低いとされた。Molnar et al. (1990)はこの肩甲骨がティラノサウルス科のものである可能性があると考えた。Chure (2001) は当該標本をコエルロサウルス類に分類した。より近年の研究はティラノサウルス科の一種としての最初の判別を支持しており、タルボサウルス・バタール（Tarbosaurus bataar）のシノニムであると主張する者もいるが、今現在学名は疑問名とされている。